# كريتوكسيرينا

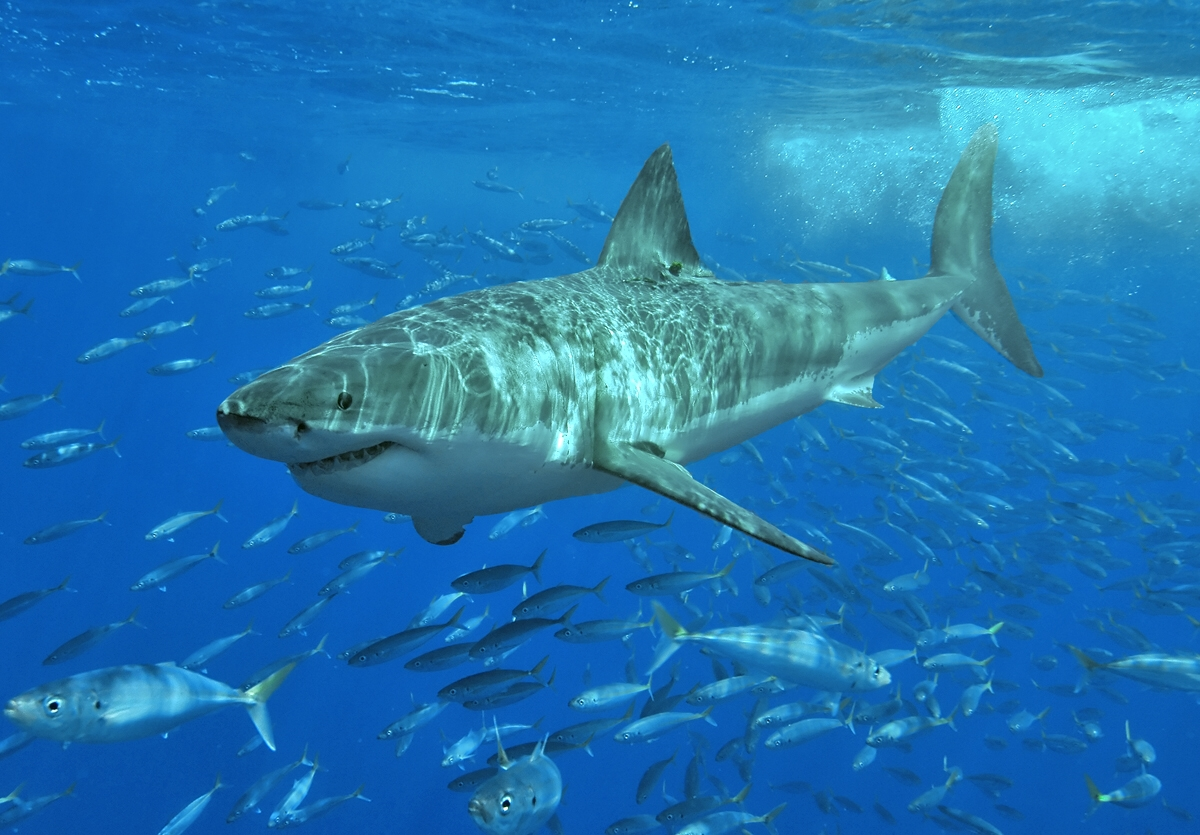
القرش الأبيض الكبير

كريتوكسيرينا (بالانجليزية Cretoxyrhina) هو جنس منقرض من أسماك القرش الكبيرة التي عاشت قبل حوالي 73 إلى 107 مليون سنة خلال أواخر الألباني إلى أواخر العصر الطباشيري.

## نبذة
يشار إليه انه نوع من أنواع أو فصيلة القروش تسمى المانتيلي. وبشكل أكثر شيوعًا باسم قرش جينسيو، الذي اشتهر لأول مرة في إشارة إلى اسم سكين جينسيو، حيث إن طريقة افتراسها للتغذية نظريا وغالباً ما تقارن بـ «التقطيع» مماثلة لاستخدم الشخص السكين.

## التصنيف
يتم تصنيف كريتوكسيرينا تقليديًا على أنه الجنس الوحيد المحتمل في عائلة كريتوكسيريناديا ولكن تم اقتراح مواضيع لتصنيفية مرة أخرى، مثل القرش الدراس و اللخميات.